# ورم الغدة العرقية
ورم الغدة العرقية (بالإنجليزية: Spiradenoma)‏ (المعروف أيضًا بالورم الغدي المفرز للعرق أو الورم الغدي العرقي الناتح) هو حالة جلدية تتميز سريريا تماما بعقيدة جلدية غائرة وحيدة حوالي واحد سنتيمتر تحدث في السطح البطناني من الجسم،:666 وتعتبر آفات الورم الغدي العرقي أوراما عرقية حميدة، وقد وصفت أيضا بأنها سرطان طلائي كيسي للغدد العرقية.
ويعتبر المصدر النسيجي لهذا الورم محل جدل حتى الآن.